# Maria mazowiecka
Maria (ur. między 1408 a 1415, zm. 14 lutego 1454) – księżniczka mazowiecka, księżna słupska i stargardzka z dynastii Piastów.
Córka księcia mazowieckiego Siemowita IV i Aleksandry, siostry króla Polski i wielkiego księcia Litwy Władysława II Jagiełły. Żona księcia słupskiego Bogusława IX.

## Życiorys
24 czerwca 1432 Maria poślubiła w Poznaniu księcia słupskiego Bogusława IX, kuzyna (ich ojcowie byli braćmi) króla Danii, Norwegii i Szwecji Eryka Pomorskiego, którego wedle umów ze stanami Szwecji i Danii miał w tych królestwach być następcą. Małżeństwo z księciem słupskim umacniało antykrzyżacki sojusz Bogusława IX z Władysławem II Jagiełłą, w wyniku którego zakon krzyżacki tracił lądową łączność z Rzeszą. Krzyżacy próbowali więc nie dopuścić do zawarcia tego małżeństwa. Z tego powodu obawiający się zamachu Bogusław IX przybył do Poznania w przebraniu pielgrzyma.
Po śmierci męża (7 grudnia 1446) do powrotu w 1449 jego sukcesora, Eryka Pomorskiego, Maria sprawowała rządy w księstwie słupskim. W tym czasie Eryk Pomorski po detronizacjach z tronów skandynawskich w latach 1439–1442 przebywał na Gotlandii, skąd trudniąc się korsarstwem, nękał Szwedów i Duńczyków.
Z zawartego 24 czerwca 1432 małżeństwa z Bogusławem IX na świat przyszły: Zofia (żona Eryka II i matka Bogusława X) i Aleksandra oraz trudna do ustalenia liczba córek, które zmarły w dzieciństwie. Maria zmarła 14 lutego 1454. Jej ciało złożono w kościele zamkowym w Słupsku. W czasie prac remontowych w 1788 odnaleziono jej sarkofag, który został spalony.

## Genealogia
| Siemowit III ur. ok. 1320 zm. 16 VI 1381 | Siemowit III ur. ok. 1320 zm. 16 VI 1381 |                                           |                                           | Eufemia 1) ur. ok. 1319 zm. przed 11 IX 1352 | Eufemia 1) ur. ok. 1319 zm. przed 11 IX 1352 |  |  | Olgierd ur. ok. 1296 zm. 1377 | Olgierd ur. ok. 1296 zm. 1377 |                                  |                                  | Julianna ur. ok. 1330 zm. wiosna 1392 | Julianna ur. ok. 1330 zm. wiosna 1392 |
|                                          |                                          |                                           |                                           |                                              |                                              |  |  |                               |                               |                                  |                                  |                                       |                                       |
|                                          |                                          |                                           |                                           |                                              |                                              |  |  |                               |                               |                                  |                                  |                                       |                                       |
|                                          |                                          | Siemowit IV ur. ok. 1352 zm. styczeń 1426 | Siemowit IV ur. ok. 1352 zm. styczeń 1426 |                                              |                                              |  |  |                               |                               | Aleksandra ur. ok. 1370 zm. 1434 | Aleksandra ur. ok. 1370 zm. 1434 |                                       |                                       |
|                                          |                                          |                                           |                                           |                                              |                                              |  |  |                               |                               |                                  |                                  |                                       |                                       |
|                                          |                                          |                                           |                                           |                                              |                                              |  |  |                               |                               |                                  |                                  |                                       |                                       |
|                                          |                                          |                                           |                                           |                                              |                                              |  |  |                               |                               |                                  |                                  |                                       |                                       |

|                                            |                                            | Bogusław IX ur. 1407-1410 zm. 7 XII 1446 OO 24 VI 1432 | Bogusław IX ur. 1407-1410 zm. 7 XII 1446 OO 24 VI 1432 | Maria ur. 1408-1415 zm. 14 II 1454 | Maria ur. 1408-1415 zm. 14 II 1454 |  |  |  |  |
|                                            |                                            |                                                        |                                                        |                                    |                                    |  |  |  |  |
|                                            |                                            |                                                        |                                                        |                                    |                                    |  |  |  |  |
|                                            |                                            |                                                        |                                                        |                                    |                                    |  |  |  |  |
| Zofia 2) ur. ok. 1434 zm. ok. 24 VIII 1497 | Zofia 2) ur. ok. 1434 zm. ok. 24 VIII 1497 | Aleksandra ur. ok. 1437 zm. zap. 17 X 1451             | Aleksandra ur. ok. 1437 zm. zap. 17 X 1451             | córki zmarłe w dzieciństwie        | córki zmarłe w dzieciństwie        |  |  |  |  |

| 1. córka Mikołaja II 2. żona Eryka II, matka Bogusława X |